# Merle Greene Robertson
Pour les articles homonymes, voir Greene et Robertson.
Merle Greene Robertson, née le 30 août 1913 à Miles City, et morte le 22 avril 2011, est une artiste, historienne de l'art, archéologue, maître de conférences et chercheuse mayaniste américaine, réputée pour l'ensemble de son travail autour de la préservation de l'art, de l'iconographie, et de l'écriture de la civilisation précolombienne d'Amérique centrale,. Elle est surtout connue pour ses reproductions de stèles, sculptures et de pierres sculptées, en particulier sur les sites mayas de Tikal et de Palenque.

## Enfance et éducation
Robertson est née en 1913, dans la petite ville de Miles City, dans le Montana. Ses parents sont Ada Emma Foote et Darrell Irving McCann. Enfant, elle déménage pour Great Falls. Dans cette ville, elle s'intéresse à la culture amérindienne et apprend la langue des signes de ces derniers, grâce à un chef Pieds-Noirs, avec qui son père entretient des relations amicales. Elle rencontre à Great Falls l'artiste Charles Marion Russell, qui lui apprend la peinture. Elle déménage à Seattle au cours de son adolescence, y termine son enseignement secondaire et poursuit ses études à l'Université de Washington.

## Carrière
Merle Greene Robertson travaille comme artiste commerciale, et fait de la peinture à la feuille d'or sur vitre. Pendant l'été, elle travaille au Camp Tapawingo. Après avoir obtenu son diplôme, elle épouse Wallace McNeill Greene. Le couple reste marié treize ans et a deux enfants, David et Barbara. Le mariage est rompu lorsqu'elle apprend que son mari a eu plusieurs relations extraconjugales. Après le divorce, Robertson et ses enfants déménagent en Californie où elle enseigne à l'académie militaire de San Rafael. C'est là qu'elle rencontre Bob Robertson, le doyen de l'académie, qu'elle épouse plus tard. Elle décide ensuite de reprendre ses études et s'installe à San Miguel de Allende, au Mexique.
Elle obtient sa maîtrise en beaux-arts à l'Université de Guanajuato, où elle a étudié l'aquarelle, l'huile, la photographie et la peinture murale de James Pinto, un artiste mexicain réputé. Après avoir terminé sa maîtrise, Merle Greene Robertson travaille sur le Tikal Projet avec l'Université de Pennsylvanie en 1961. Elle passe trois étés à dessiner l'architecture de l'Acropole Centrale, une cité maya. Elle commence à la même époque son travail d'estampages dans le but de documenter et de préserver les informations sur les sculptures et les reliefs de la civilisation maya. Elle se rend pendant cette période sur différents sites au Guatemala pour reproduire d'autres reliefs mayas.
Alors qu'elle se fait une réputation de mayaniste, elle continue de pratiquer l'enseignement. Elle et son mari Bob travaillent à l'École Stevenson de Pebble Beach, en Californie ; Elle y enseigne l'archéologie meso-américaine, et emmène ses étudiants en expéditions dans la jungle d'Amérique Centrale. Certains de ses élèves ont poursuivi dans l'étude de la civilisation maya, notamment le mayaniste Arlen F. Chase.

## Contributions aux études mayas

### Estampages

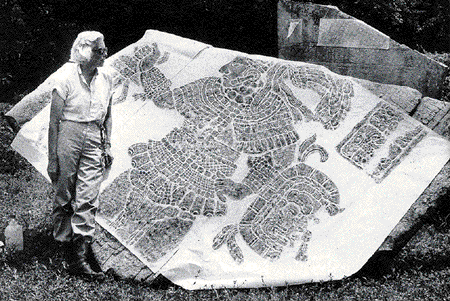
Merle Greene Robertson à côté d'un estampage, au Mexique.

Ayant reçu initialement une formation artistique, Robertson est la pionnière de la technique des estampages de sculptures monumentales et des inscriptions mayas, réalisant plus de 4 000 reproductions (dont environ 2 000 monuments) au cours de sa carrière, qui s'est étendue sur quatre décennies. Dans plusieurs cas, ces estampages ont conservé les caractéristiques des œuvres d'art qui, depuis, se sont détériorées ou ont disparu, à cause de l'usure naturelle, ou des pilleurs. Cette méthode a d'abord été utilisée en Chine à l'époque ancienne, mais Robertson développe et affine le processus. Elle développe deux techniques, utilisant deux formes différentes d'encre sur du papier de riz. Le type d'encre  choisi est basé sur les conditions environnementales et la nature de la gravure. Avec les mayanistes Tatiana Proskouriakoff et Edith Ricketson, elle est l'une des premières femmes à travailler sur l'archéologie maya. Elle est aussi la première femme à rejoindre le Tikal Projet, à une époque où il était généralement admis que les femmes n'avaient pas leur place dans des projets archéologiques.
Merle Greene Robertson est aussi connue pour son travail à Palenque. Dans les années 1980, elle a entrepris un projet visant à documenter et consigner  l'ensemble de l'art sculptural de ce site. Cela a conduit à l'organisation d'une série de grandes conférences connues sous le nom des Tables-rondes de Palenque, qui ont produit certaines des plus importantes percées dans la recherche, l'épigraphie et le déchiffrage de l'ancienne écriture maya. Ces rencontres ont commencé en décembre 1973 et se sont achevées en juin 1993. Les résultats de ces travaux ont par la suite été publiés en 10 volumes.
Par ailleurs, elle travaille sur le site de Chichen Itza de nombreuses années. Elle y produit ici aussi un rapport détaillé de toutes les sculptures. Elle produit une analyse des conditions de réalisation et des motivations des auteurs, ce qui diffère de l'habituel travail des archéologues.
En 1982, Robertson fonde l'Institut d'art précolombien, qui publie une revue scientifique, le PARI Journal Cette organisation à but non lucratif soutient les recherches autour de l'art, de l'épigraphie et de l'iconographie méso-américaine, et a par exemple financé un projet de fouilles archéologiques à Palenque.
En 2004, Robertson, a reçu la Orden del Pop du Guatemala, du musée Popol Vuh , une récompense décernée pour son travail de plusieurs décennies autour de la préservation du patrimoine culturel maya. l'Institut national d'anthropologie et d'histoire (INAH) lui a fait remettre l'ordre de l'Aigle Aztèque et l'a nommé Présidente d'honneur des Tables Rondes de Palenque.

## Sources et bibliographie
- (en) Barnhart, Ed, « Periodic Interview Series: Merle Greene Robertson » [PDF, transcript of interview with Merle Greene Robertson, recorded December 2003], Resources, Palenque, Mexico, Maya Exploration Center, décembre 2003 (consulté le 28 mars 2007)
- (en) Coe, Michael D., Breaking the Maya Code, Londres, Thames & Hudson, 1992, 304 p. (ISBN 0-500-05061-9, OCLC 26605966)
- (en) Doyle, John, « Digging Deep: Archaeologist Merle Greene Robertson has spent four decades uncovering treasures of Mayan civilization », Hearst Corporation, San Francisco,‎ 4 septembre 2000, A-5 (ISSN 1932-8672, lire en ligne [online republication at SFGate], consulté le 15 décembre 2009)
- (en) Gidwitz, Tom, « Doyenne of Mayanists: Merle Greene Robertson has spent a lifetime chronicling Mesoamerican art », Archaeological Institute of America, New York, vol. 55, no 3,‎ may–june 2002, p. 42–49 (ISSN 0003-8113, OCLC 95337645, lire en ligne [online abstract], consulté le 28 mars 2007)
- (en) Olivera, Ruth, « Merle Greene Robertson Collection, 1966 - 1993 », Latin American Library Manuscripts Collection, New Orleans, Tulane University, 1998 (consulté le 28 mars 2007)
- (en) Museo Popol Vuh, « Dra. Merle Greene Robertson: Orden del Pop 2004 », Orden del Pop, Guatemala City, Museo Popol Vuh, Universidad Francisco Marroquín, n.d. (consulté le 15 décembre 2009)
- (en) Zender, Marc et Joel Skidmore, « In Memoriam: Merle Greene Robertson », Mesoweb, 2011